# Tioga Lake
Der Tioga Lake ist ein kleiner See auf Signy Island im Archipel der Südlichen Orkneyinseln. Er liegt nordnordöstlich des Port Jebsen und nordwestlich des Tioga Hill.
Das UK Antarctic Place-Names Committee benannte ihn 1981 in Anlehnung an die Benennung des gleichnamigen Hügels. Dessen Namensgeber ist das 1890 gebaute norwegische Fabrikschiff Tioga, das zwischen 1911 und 1912 für den Walfang in den Gewässern um die Südlichen Orkneyinseln operiert hatte und am 4. Februar 1913 nahe dem Port Jebsen im Sturm gesunken war.